# Поланко (Мехико)
Пола́нко (исп. Polanco) — престижный микрорайон (баррио) в административном районе (исп. demarcaciones territoriales) Мигель-Идальго города Мехико. Здесь расположены многочисленные культурные центры, музеи, галереи, посольства (в том числе Франции и Канады), бизнес-центры, рестораны, роскошные магазины и торговые центры. Поланко имеет прозвище Мексиканский Беверли-Хиллз. Здесь фиксируется самая высокая стоимость аренды недвижимости в Мексике и одна из самых высоких в Латинской Америке. К югу от Поланко находится Чапультепек. 

## Население
По данным на 2011 год население Поланко составляет 27 322 человека, распределённых следующим образом по колониям (кварталам):
- Поланко I Сексьон: 5385 человек
- Поланко II Сексьон: 4943 человек
- Поланко III Сексьон: 3603 человек
- Поланко IV Сексьон: 3634 человек
- Поланко V Сексьон: 9757 человек

Большинство населения Поланко — очень состоятельные люди: политики, миллионеры и т.п.

## История

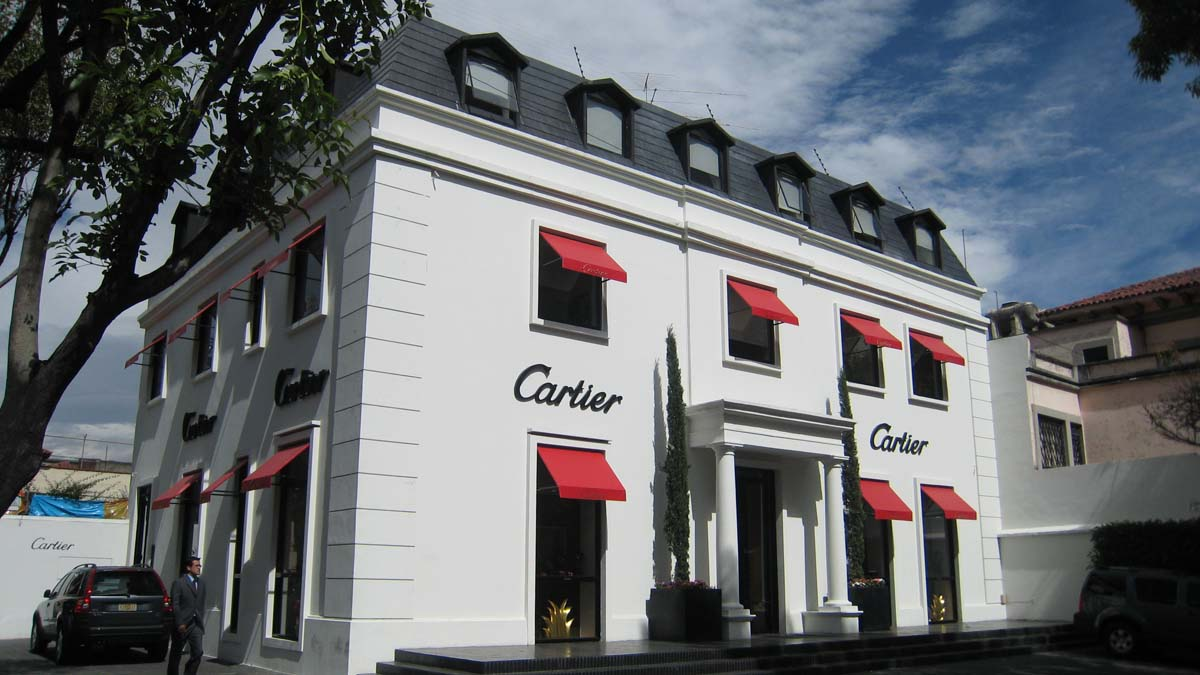
Бутик Cartier на Проспекте Президента Масарика (самая дорогая улица Мексики по стоимости аренды)

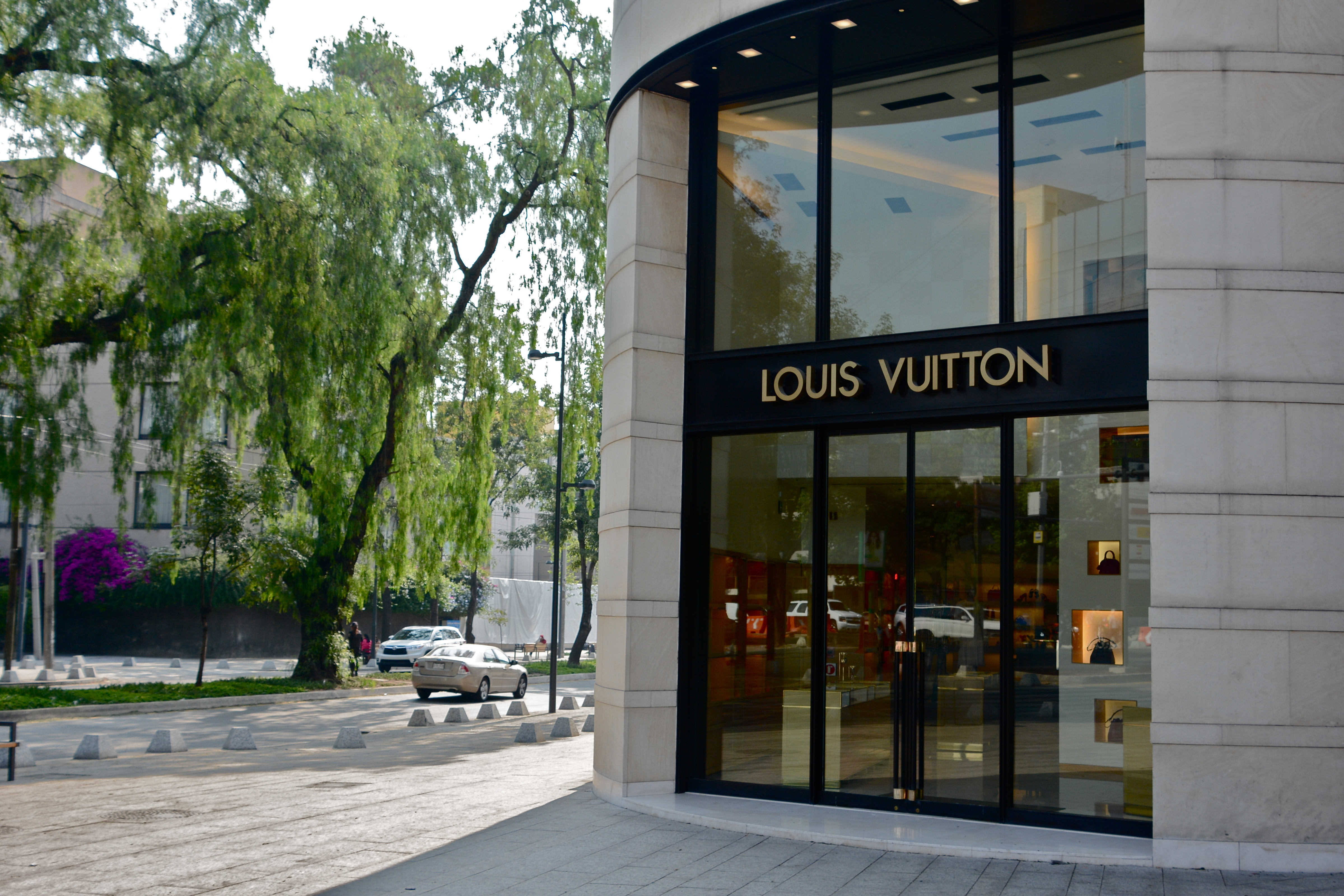
Бутик Louis Vuitton в Поланко

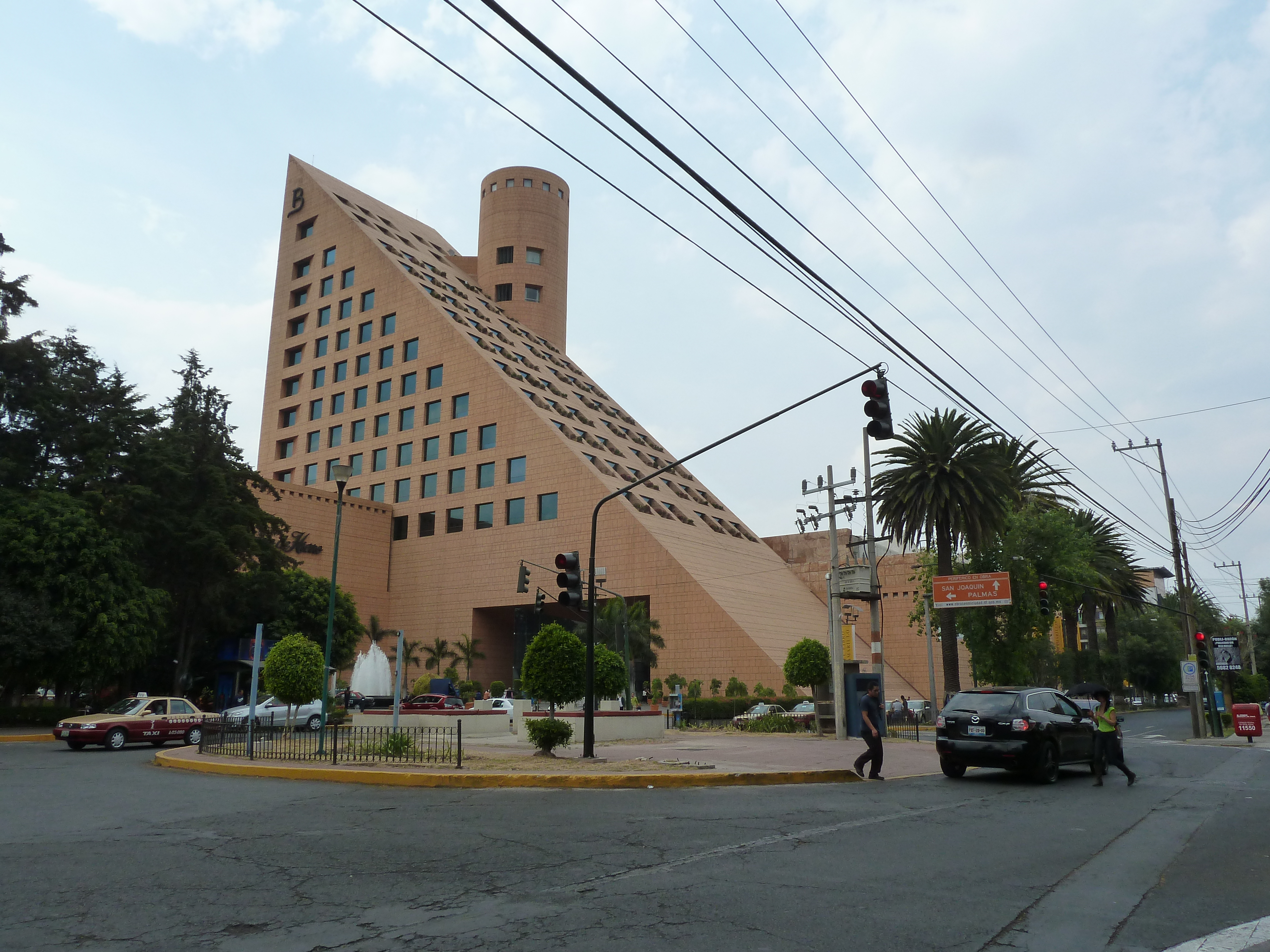
Торговый центр Moliere Dos22 в Поланко. Год постройки: 1997

Поланко пережил строительный бум в 1950-х годах, когда были построены многие особняки и роскошные жилые комплексы. Стиль строительства большинства особняков этого периода — Colonial Californiano, вдохновленный стилем возрождения миссии на юго-западе США, с окнами в стиле псевдо-барокко, палисадниками и внутренними залами. Некоторые из этих особняков позднее были перестроены под офисы и рестораны, многие были просто снесены и заменены новыми постройками. Уже в то время Поланко притягивал людей из высшего и среднего класса, которые хотели выбраться из центра города, а также профессионалов и жителей более старых районов высшего класса, таких как Рома. Этот район также притягивал с самого начала некоторые общины иммигрантов, такие как еврейская, испанская, немецкая, ливанская, некоторые из них до сих пор сохраняют сильное присутствие в Поланко.
В конце 1960-х годов в Поланко начали возводить высотные жилые здания, особенно в западной части.
В течение 1970-х годов был небольшой процесс депопуляции, который увеличился с землетрясением 1985 года, как это произошло и в других районах в центральной части города.
С конца 1990-х годов в Поланко взрывной рост строительства недвижимости. Многие из объектов, которые в то время были односемейными, уступили место общественным зданиям (например, офисам), а также предприятиям и учреждениям всех видов, даже огромным корпорациям; все это снова наполнило область жизнью. Хотя в то же время это привело к очень интенсивным городским проблемам, таким как движение транспортных средств.
Поланко является привлекательным местом для посетителей со всего города, которые стекаются сюда за покупками, в рестораны или просто на прогулку.

## Экономика
В Поланко расположены штаб-квартиры многих ТНК: Grupo Carso, Telmex, Samsung, The Coca-Cola Company, Visa, General Motors, Nestlé и другие.
По состоянию на 2017 год, Поланко был вторым самым быстрорастущим районом нового строительства офисных помещений в городе.

## Транспорт
Поланко обслуживается двумя станциями метро — Поланко и Аудиторио, а также линией метробуса, городскими автобусами, троллейбусами и маршрутными такси.